# Sa Pedrissa
Sa Pedrissa és una possessió situada en el municipi de Deià, a Mallorca. S'hi arriba fàcilment per la Ma-10, uns tres kilòmetres abans d'arribar a Deià venint de Valldemossa. S'hi troba la Torre de la Pedrissa, una torre de defensa del segle xvii per protegir Cala Deià.
La casa, que data del segle xvii, va ser adquirida a finals del segle xix per Lluís Salvador d'Àustria-Toscana, Arxiduc d'Àustria. A principis del segle xx passà a mans de la família Morey i fou explotada agrícolament durant molts d'anys.
L'any 1997 el Consell de Mallorca la va declarar, conjuntament amb les altres possessions que havien estat de l'Arxiduc Lluís Salvador, Bé d'Interès Cultural (BIC) amb la categoria de "lloc històric". Actualment s'ha convertit en un agroturisme.

## Anecdotari
És el lloc on s'ambienta la novel·la costumista El secreto de la Pedriza (1921), que el 1926 fou duita al cinema per Francesc Aguiló Torrandel.